# Wandee Kameaim
Wandee Kameaim (in thai: วันดี คำเอี่ยม; Distretto di Rasi Salai, 18 gennaio 1978) è un'ex sollevatrice thailandese medagliata olimpica e mondiale che ha gareggiato nella categoria dei pesi leggeri (fino a 58 kg).

## Carriera
Ha iniziato a praticare l'atletica leggera da adolescente per poi passare al sollevamento pesi all'età di 17 anni.
Nel 2002 ha avuto il suo primo risultato importante, vincendo la medaglia d'argento ai Giochi Asiatici di Busan con 215 kg nel totale. Qualche settimana dopo ha vinto la medaglia d'argento anche ai campionati mondiali di Varsavia con 212,5 kg nel totale.
Nel 2004 ha vinto la medaglia di bronzo alle Olimpiadi di Atene con 230 kg nel totale, alle spalle della cinese Chen Yanqing (237,5 kg) e della nordcoreana Ri Song-hui (232,5 kg).
L'anno successivo Kameaim ha vinto la medaglia d'oro ai campionati asiatici di Dubai con 222 kg. nel totale e alcune settimane dopo la medaglia d'argento ai campionati mondiali di Doha con 236 kg. nel totale, dietro la cinese Gu Wei (241 kg) e davanti alla russa Marina Šainova (233 kg).
Nel 2006 Kameaim ha dapprima ottenuto la medaglia di bronzo ai campionati mondiali di Santo Domingo con 230 kg. nel totale, terminando dietro la cinese Qiu Hongmei (237 kg) e la russa Svetlana Carukaeva (233 kg), e poco più tardi ha vinto la medaglia d'argento ai Giochi Asiatici di Doha con 224 kg nel totale.
Un anno dopo, ha vinto la medaglia d'argento ai campionati asiatici di Tai'an con 214 kg nel totale.
Ha partecipato alle Olimpiadi di Pechino 2008, vincendo un'altra medaglia di bronzo olimpica con 226 kg nel totale, stesso risultato della nordcoreana O Jong-ae, la quale però, avendo un peso corporeo leggermente inferiore di quello di Kameaim, ha terminato davanti. Sia la nordcoreana che la thailandese hanno beneficiato in quella competizione della squalifica postuma di Marina Šainova per doping, avendo quest'ultima terminato originariamente al 2º posto con 227 kg nel totale, dietro Chen Yanqing (244 kg).
Dopo il 2010 Kameaim si è ritirata dall'attività agonistica, servendo nell'esercito thailandese e diventando istruttrice di sollevamento pesi.